# Vyšší odborná škola publicistiky
Vyšší odborná škola publicistiky (VOŠP) v Praze, zkráceným názvem Publicistika, je vyšší odborná škola, poskytující praktické vzdělání v mediálních oborech. Nabízí studium sedmi specializací ve čtyřech zaměřeních: Žurnalistika a tvůrčí psaní, Televizní publicistika, Rozhlasová publicistika, Marketing a produkce médií. Všechna zaměření kladou důraz i na digitální média a multimedialitu. Studium je tříleté, v denní nebo v kombinované formě (při zaměstnání či jiném studiu). Zakončeno je absolutoriem a udělení titulu diplomovaný specialista (DiS).
Zřizovatelem školy je Arcibiskupství pražské, křesťanská víra ovšem není podmínkou studia. Během výuky společenskovědního základu je věnována širší pozornost kořenům evropské kultury.  
VOŠP má od srpna 2024 své hlavní sídlo ve 3. patře zrekonstruované secesní budovy ve Spálené ulici 14 v centru Prahy u stanice metra Národní třída. Škola rovněž využívá nedaleký historický objekt ve Spálené ulici 8. Do července 2024 VOŠP sídlila v Opatovické ulici 18 v části domu, který patřil do první poloviny 20. století známému českému nakladatelství Josefa Richarda Vilímka mladšího.  
Škola zahájila výuku v roce 1996, původně jako Vyšší odborná křesťanská škola publicistiky. Počet absolventů od té doby se blíží dvěma tisícům. Pracují zejména jako jako reportéři, publicisté, moderátoři, sportovní novináři či komentátoři, televizní a rozhlasoví redaktoři, střihači, kameramani, fotografové, produkční nebo multimediální producenti. Pracovní příležitosti nacházejí také v komunikačních agenturách či na straně klientů jako marketéři, kreativci, tiskoví mluvčí, a v dalších profesích. 

## Studium
Školné pro denní (prezenční) formu studia ve školním roce 2023/2024 činí 32 000 Kč. Studující mají z právního hlediska plnohodnotný status studenta - stát tak za ně hradí zdravotní pojištění a mohou požívat veškerých studentských výhod (slevy na jízdném, vstupném atd.). Vyučování je na VOŠP koncipováno tak, že teoretický výklad v přednáškách je doplněn praxí v seminářích a ateliérech, médiích a odborných dílnách. VOŠP nabízí studentům k dispozici studijní materiály ve formě e-learningu pomocí výukového programu Moodle a možnost využití technického vybavení (technika, studia) i pro mimoškolní projekty. 

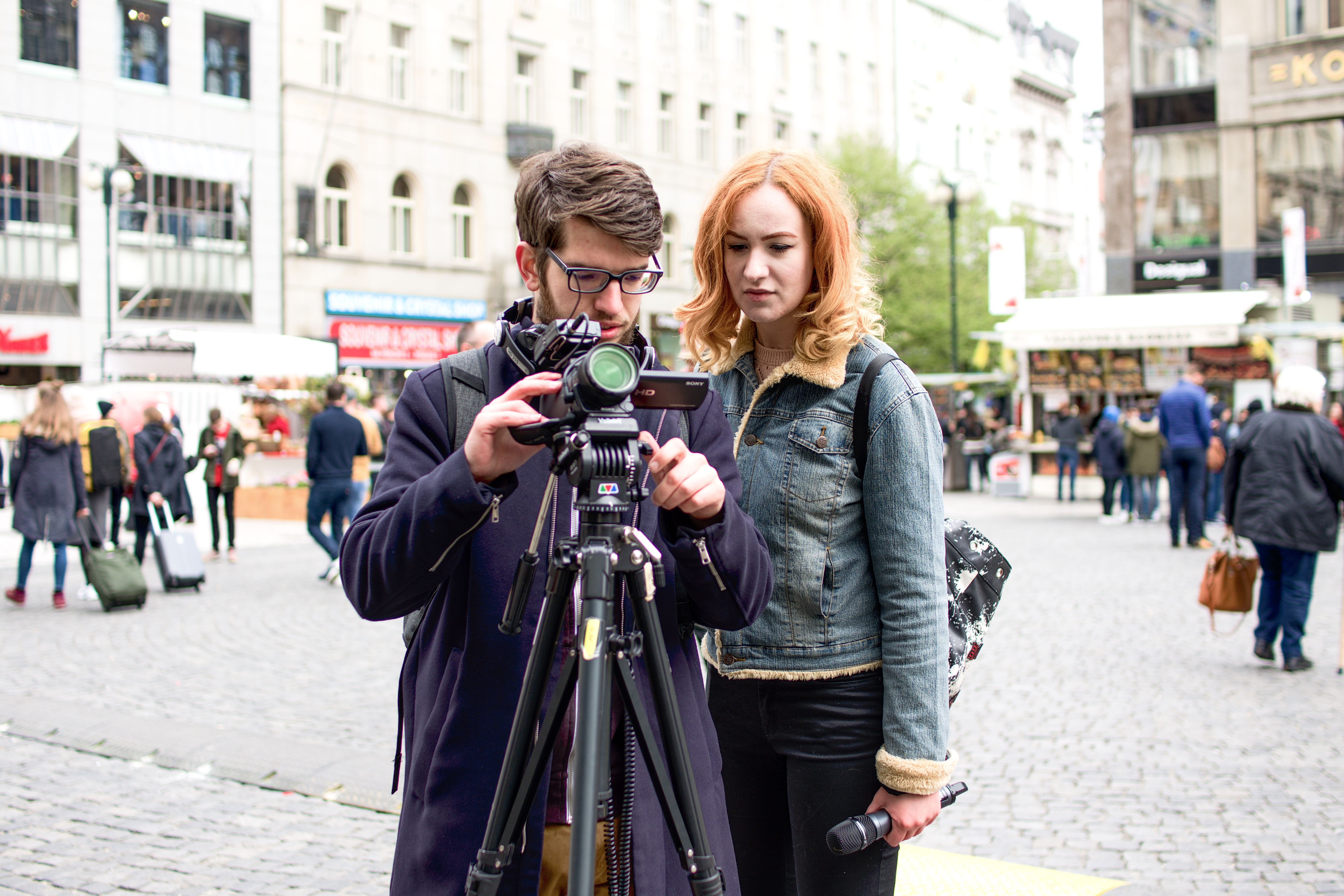
Studenti v terénu v rámci Mediálního dne VOŠP

### Kreditový systém
Studium na VOŠP probíhá již od školního roku 2010/2011 podle vzdělávacího programu, založeném na jednotném evropském kreditovém systému (ECTS), který umožňuje studentům snadné uznání předmětů absolvovaných na jiných školách, a zároveň uznání studijních výsledků z VOŠP při dalším studiu například na vysokých školách. Studenti si sestavují svůj rozvrh z nabízených modulů. Za dobu studia musí získat minimálně 180 kreditů, obhájit absolventskou práci a složit absolventskou zkoušku (absolutorium), po které obdrží titul diplomovaný specialista (DiS.), uváděný za jménem. Absolventi mohou pokračovat ve zkráceném jednoletém bakalářském studiu na partnerských vysokých školách a dalším studiu.

### Studijní zaměření
Během 1. ročníku si studenti VOŠP vyzkoušejí všechna zaměření, které škola nabízí, To jim umožňuje poznat různé mediální profese, se kterými budou v praxi spolupracovat, a rozhodnout se pro svou specializaci. Od počátku 2. ročníku si lze vybrat z následujících studijních zaměření:  

#### Žurnalistika a tvůrčí psaní
V žurnalistické specializaci tohoto zaměření se studenti naučí tvořit texty zpravodajských i publicistických žánrů o různých tématech pro tištěná média i webové portály včetně blogů, ale také pracovat se zdroji informací, a zároveň si osvojí etiku žurnalisty. Zvládnou i natáčení videí, fotografování, přípravu podcastů a základní grafické práce v profesionálních softwarech: osvojí si zásady grafického designu, budou umět zacházet s fotografiemi a ilustracemi. Vyzkoušejí si i práci editora, fotoeditora a korektora. Redakční práci si zkusí i prakticky při redigování školního tištěného a webového publicistického magazínu Generace20.  
Tvůrčímu psaní se studenti mohou věnovat v literárně-scenáristické specializaci, kde si osvojí psaní literárních textů různého rozsahu a žánru, včetně základů psaní beletristických knih i literatury faktu. Naučí se vyjadřovat v obrazech a psát scénáře pro film, televizi i rozhlas. Budou schopni redigovat a hodnotit literární práce jiných autorů, nebo založit a provozovat vlastní nakladatelství.  

Absolventi tohoto zaměření nacházejí uplatnění jako redaktoři v médiích i nakladatelstvích, editoři, komentátoři, filmoví, televizní a divadelní dramaturgové a scenáristé, případně pokračují v literární kariéře. 

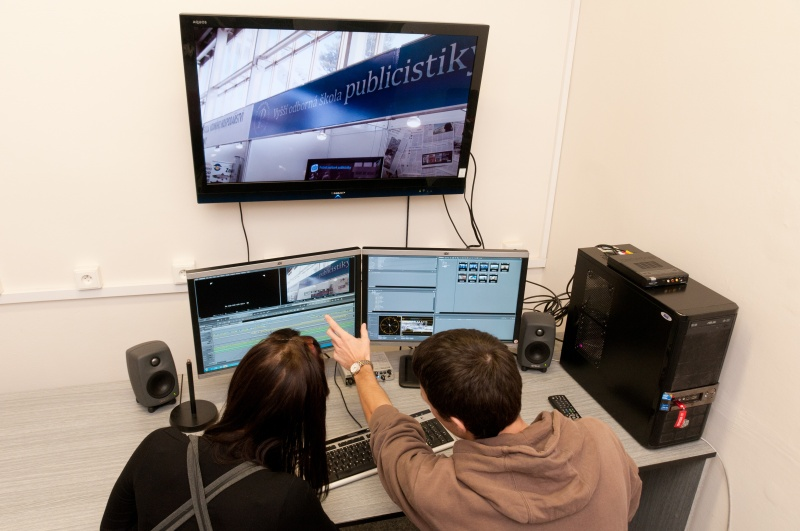
Střižna na VOŠP

#### Televizní publicistika
Toto zaměření nabízí několik specializací: na multimediální žurnalistiku, kameru a střih, televizní produkci. Součástí výuky je i reportážní fotografie a mobilní žurnalistika, využívající technologie smartphonů. Studenti mají k dispozici moderní audiovizuální techniku, školní televizní studio a střižnu. Práce studentů jsou publikovány na YouTube kanálu školní Televize dot. V tomto zaměření si studenti osvojí standardy velkých audiovizuálních produkcí v ČR a naučí se rovněž spolupracovat s kolegy z jiných tvůrčích profesí. Publicistika rozvíjí spolupráci s televizemi Nova, TV Prima a TV Noe. Práce na reálných mediálních projektech umožňuje studentům již ve druhém ročníku natáčet pořady v televizní kvalitě. Absolventi nacházejí uplatnění jako televizní redaktoři, moderátoři, kameramani, zvukaři, střihači, produkční, specialisté postprodukce či fotografové.  

#### Rozhlasová publicistika
Zaměření připravuje na kariéru ve veřejnoprávních i komerčních rádiích. Student získá zkušenosti při tvorbě různých rozhlasových žánrů ve studiu i v terénu, naučí se profesionálnímu rozhlasovému projevu a práci s mikrofonem. Vyzkouší si vstupy do živého vysílání, osvojí si základy zvukové dramaturgie i režie, získá rovněž dobrý odhad časové náročnosti přípravy pořadů různých rozhlasových formátů. Naučí se střihat a mixovat audio nahrávky, vyprávět pomocí ruchů a zvuků. Zlepší se i ve schopnostech improvizace a zbaví se trémy a ostychu před mikrofonem. Komplexní péči o rozhlasovou stanici studenti trénují při přípravě programu školního Rádia VYŠŠÍ HLAS.  

#### Marketing a produkce médií
V tomto zaměření se studenti naučí navrhnout, realizovat a vyhodnotit komunikační kampaně komerčních projektů nebo projektů ve veřejném zájmu i sestavit vhodný komunikační mix médií pro danou kampaň. Rozpoznají různé cílové skupiny a vhodnou komunikací vůči nim, zorientují se v jednotlivých disciplínách marketingové komunikace, včetně event marketingu. Osvojí si různé postupy public relations (PR) ve fyzickém i online prostředí. Naučí se zastupovat v komunikaci zájmy dané organizace, zviditelnit ji, rozvíjet a chránit její dobrou pověst. Budou rovněž umět organizovat marketingové akce, pracovat s jejich rozpočty a vytvářet zázemí pro realizační týmy. Absolventi nacházejí uplatnění v soukromém, veřejném i neziskovém sektoru, včetně komunikačních agentur, například jako tiskoví mluvčí, PR manažeři a další odborníci na komunikaci. 

### Studentské projekty
V rámci výuky a přípravy na budoucí povolání se studenti učí pracovat v redakčních týmech a tvůrčích skupinách. Systém praktických dílen a tvůrčích ateliérů umožňuje studentům VOŠP rozvíjet vlastní média. Ta simulují obvyklý rytmus práce v redakcích a komunikačních oborech. Studenti si přirozeně osvojují práci v týmu, redakční a kreativní porady, učí se respektovat význam uzávěrky (deadlinu) a zjišťují, jak jejich výstupy ovlivňují navazující profese.   
• Generace20 – klasická redakce média, zahrnující tištěný publicistický magazín a jeho webovou  verzi. Studenti  pracují na pokrytí událostí ve společnosti i na rozhovorech  s významnými či zajímavými lidmi. Učí se pečlivě pracovat se zdroji, psát věcně, barvitě a bez chyb.   
• Rádio VYŠŠÍ HLAS – Prostřednictvím vysílání se studenti dostávají od  podcastů  ke kompletní péči o rozhlasovou  stanici, což zahrnuje i pochopení  rozhlasové a hudební  dramaturgie a reálný odhad časové náročnosti přípravy různých formátů pořadů (rešerše, natáčení i rozhlasový střih).
• Televize dot – médium studentů oboru Televizní publicistika (redaktorů, reportérů, moderátorů, kameramanů a produkčních), pro které natáčejí různé typy pořadů: základním formátem je přitom zpravodajská reportáž. Pracují v terénu i ve studiu, které mají na VOŠP k dispozici. 
• ProStory pro tvůrčí psaní – médium VOŠP pro literární produkci studentů, věnujícím se přípravě v literárním řemesle. V audiostudiu rádia VYŠŠÍ HLAS pak někteří autoři mohou své literární dílo převést do podoby podcastu.  
• Komunikační agentura PRO.motion – v dílnách a ateliérech zaměření Marketing a produkce médií studenti pracují na tvorbě komunikačních kampaní, propagaci na sociálních sítích a organizaci marketingových eventů včetně akcí VOŠP, jako je Speciální den otevřených dveří, Mediální den, Grilovačka prváků (na konci června, pro právě přijaté studenty VOŠP po jejich Zápisu ke studiu) nebo Halloweenská party VOŠP. Podílejí se rovněž na mediálním festivalu Všemi směry, který VOŠP pořádá každoročně v květnu. Studenti tohoto oboru také spravují a tvoří obsah profilů VOŠP na sociálních sítích: Instagramu a Facebooku. 
Mediální den je dvakrát ročně, v zimním a letním semestru, vrcholem praktické výuky všech oborů VOŠP. Během osmi hodin se z VOŠP stává mikromediální dům, simulující každodenní provoz redakcí a agentur. Během dne vznikají v rámci zadaného obecnějšího tématu televizní i rozhlasové reportáže i reklamní spoty jednotlivých studentských týmů a z nich následně Zpravodajská mozaika, která je téhož dne večer vysílána živě. Zároveň vychází speciální číslo magazínu Generace20 a VOŠP navštěvují její absolventi a další známé osobnosti, jež zde při této příležitosti hledají i perspektivní zaměstnance svých médií. Závěr Mediálního dne často probíhá v externích prostorách, například v pražských hudebních klubech.  
Od roku 2005 pořádají studenti VOŠP každoročně v květnu studentský festival publicistiky pod názvem Všemi směry, s aktivní účastí známých osobností z médií, spojený s večerem hudebních skupin studentů VOŠP a odehrávající se v některém z pražských hudebních klubů. 
Pro zájemce o studium pořádá škola Dny otevřených dveří a speciální akci Rychlorande s VOŠP, při které na dotazy zájemců o studium odpovídají stávající studenti VOŠP.  

## Z historie
Zakladatelkou a první ředitelkou VOŠP byla PhDr. Květoslava Neradová, vyučující české literatury na Fakultě sociálních věd a Filozofické fakultě Univerzity Karlovy v Praze v 60. a od počátku 90. let 20. století. K. Neradová tak uskutečnila svou představu novinářské školy, založené na praktické výuce a úzkém kontaktu s profesionály z médií, v kombinaci s humanitním vzděláním vycházejícím z kořenů evropské kultury. 
Po přelomu tisíciletí se počet studijních zaměření školy zdvojnásobil, VOŠP rovněž získala několik zahraničních finančních příspěvků i grantových podpor. Začala také vydávat neperiodické tiskoviny mediálního zaměření (Vladimír Bystrov: Svobodná nesvoboda; sborník Média, kultura a náboženství, aj.). V posledních letech, od roku 2020, začal výrazně růst počet studentů a zájemců o studium VOŠP.   

## Ředitelé školy
- PhDr. Květoslava Neradová[1] (1996–1999)
- Josef Gabriel (1999–2001)
- PhDr. Petr Brichcín (2001–2002)
- PhDr. Rudolf Vévoda (2002–2008)
- Mgr. Petr Uherka (od 2008)

## Pedagogové
Na VOŠP působí či dříve působili mimo jiné:
- Prof. Rudolf Adler
- PhDr. Jan Adamec
- Ladislav Bátora
- PhDr. Petr Bednařík
- Vladimír Borecký
- Mgr. Jaromír Bosák
- Mgr. Roman Bradáč
- Robert Břešťan
- Prof. PhDr. Jiří Cieslar, CSc.
- MgA. Čestmír Církva[2]
- Milada Čechová[3]
- Mgr. Markéta Dočekalová
- MgA. Jolana Dvořáková
- ThLic. Dominik Duka
- Mgr. Kamil Fila
- Mgr. at Mgr. Petr Fischer
- MgA. Jan Foukal
- MgA. Kateřina Fričová
- Miloš Horanský[4]
- František Hrdlička
- Ing. Alena Hromádková, CSc.
- Doc. Ing. Tomáš Ježek, CSc.
- Mgr. Jan Joneš
- Eva Jurinová
- Marcela Kašpárková[5]
- JUDr. Martin Kézr
- Ing. Pavel Kolmačka
- PhDr. Antonín Kostlán, CSc.
- PhDr. Martin Kézr
- PhDr. Jan Kubáček
- Mgr. Vojtěch Lindaur
- JUDr. Hana Marvanová
- Jiřina Miklušáková[6]
- PhDr. Josef Mlejnek, Ph.D.
- PhDr. Martina Musilová
- PhDr. Václav Nekvapil
- PhDr. Květoslava Neradová
- Jan Novotný, DiS.
- Doc. PhDr. Vladimír Novotný, Ph.D.
- Roman Paďouk[7][8]
- Doc. Mgr. Martin C. Putna, PhD.
- Mgr. Karel Satoria
- Vojtěch Sedláček
- Petr Sládeček, MBA.
- Mgr. Michal Schuster
- Prof. Jan Špáta
- Doc. ThDr. Ivan O. Štampach, CSc.
- PhDr. Oldřich Tůma, Ph.D.
- Mgr. Petr Uherka
- Ing. Petr Uhl
- Mgr. Martin Vadas
- Ivan Vágner
- Prof. Josef Valušiak
- Kristina Vlachová
- Václav Vokolek
- Václav Vondráček
- PhDr. Jiří Vymazal, CSc.[9][10][11]
- Jiří Zajíc
- Antonín Zelenka[12]
- Zdeněk Zbořil
- Jana Zbyňková
- Martin Zvěřina[13]
- Václav Žák
- Michael Žantovský
- Jakub Železný